# Santa Scorese
Santa Scorese (Bari, 6 febbraio 1968 – Bari, 16 marzo 1991) è stata una studentessa e attivista cattolica italiana, assassinata da uno psicopatico a 23 anni e considerata serva di Dio dalla Chiesa cattolica.

## Biografia
Il padre, Piero, è un agente di polizia, la madre, Angela, è una casalinga; riceve la prima formazione cristiana nell'oratorio salesiano della chiesa del "Santissimo Redentore" della sua città natale, sviluppando una profonda devozione mariana, derivata dal culto a Maria Ausiliatrice, tipico dei Salesiani di don Bosco.
A 15 anni presta volontariato presso la Croce Rossa Italiana, occupandosi di ragazzi poliomielitici e affetti da distrofia muscolare. Più tardi avrebbe esteso il suo impegno sociale anche alla Protezione Civile. Partecipa attivamente alla vita del Movimento Gen, ramo giovanile dei "Focolari" fondati da Chiara Lubich, e viene colpita in particolare dal concetto di "Gesù abbandonato", tipico della spiritualità focolarina. Frequenta assiduamente l'istituto delle Missionarie dell'Immacolata "Padre Kolbe" a Palese, dove partecipa tra l'altro a un corso di esercizi spirituali. Fra le sue molteplici attività ci sono anche l'assistenza agli anziani ricoverati nelle case di riposo - nei volti dei quali vede il volto di "Gesù abbandonato" - e ai bambini orfani ricoverati negli istituti. Nella parrocchia di Palo del Colle, località a pochi chilometri da Bari dove la famiglia si è trasferita nel 1987, svolge attività di catechista e fa parte del consiglio pastorale e del coro, partecipando inoltre alle iniziative dell'Azione Cattolica. Aderisce all'AIDO, disponendo che dopo la sua morte il suo corpo possa essere fatto oggetto di prelievo a scopo di trapianto terapeutico.
Nel suo diario spirituale, dove annota i punti salienti della personale ricerca vocazionale, scrive:
(Diario, 17 novembre 1987)
Dopo aver conseguito la maturità classica presso il liceo "Orazio Flacco" di Bari, si iscrive al corso di laurea in pedagogia presso la locale università.
A partire dal 1988 un giovane psicopatico, che casualmente l'ha sentita proclamare la Parola di Dio durante una celebrazione nella cattedrale di Bari, la segue ovunque, perseguitandola con un corteggiamento ossessivo e arrivando a un tentativo di violenza sessuale, al quale Santa a stento riesce a sottrarsi. La giovane è costretta a essere sempre accompagnata da qualcuno durante le sue uscite, in un'epoca in cui il reato di "stalking" ancora non è perseguibile e, conseguentemente, le denunce presentate dalla famiglia alle autorità competenti non sortiscono l'effetto sperato.
Ma il suo persecutore, dopo avere detto che l'avrebbe lasciata in pace se avesse rinunciato alla fede e ad andare in chiesa, di fronte al rifiuto della ragazza, con una sfida alla sua scelta cristiana, la minaccia ancora scrivendole in un biglietto: "O mia o di nessuno, e nemmeno di Dio". Compresa la gravità delle minacce, Santa confida al suo direttore spirituale: "Sappi che qualunque cosa mi succeda, io ho scelto Dio".
Nella tarda serata di venerdì 15 marzo 1991, sotto il portone della sua casa, a Palo del Colle, il suo persecutore attende  che lei rincasi e la colpisce con quattordici coltellate. Soccorsa prima dal padre e poi dalla madre, viene trasportata al Policlinico di Bari, dove, nel reparto di rianimazione, Santa muore nelle prime ore del 16 marzo 1991. Le sue ultime parole sono di perdono per l'uomo che l'aveva uccisa. Oggi Santa Scorese riposa nel cimitero di Palo del Colle.

## Spiritualità
Il cammino spirituale di Santa Scorese si può ricostruire attraverso gli scritti che ci ha lasciato. Soprattutto il diario, ma anche pagine precedenti, dove si esprime con una maturità sorprendente per una ragazza di quattordici anni. Per esempio il rispetto della persona, che richiama il comandamento di amare il prossimo, con riferimento a compagni di scuola non credenti, magari atei o materialisti, comunque da rispettare, distinguendo l'errore dall'errante.
Considera la cultura uno strumento per crescere, per cui preferisce iscriversi al liceo classico, anche se la famiglia preferirebbe un corso di studi con uno sbocco più immediato nel mondo del lavoro. Cresce la sua fiducia in Dio, così come la sua maturazione spirituale, rintracciabile fin dalle prime pagine del diario come adesione al linguaggio dell'amore cristiano. Riesce a vedere negli altri, come illuminata dallo Spirito Santo, l'amore del Padre, la sofferenza del Figlio, la voce dello Spirito. Vive la presenza del Signore durante la messa quotidiana, l'Adorazione eucaristica e in particolare nelle persone, citando spesso, con un linguaggio di sapore biblico, il volto di "Gesù abbandonato" riscontrabile nel prossimo.
L'espressione "Vivere Gesù abbandonato" viene a Santa dall'esperienza GEN dei Focolari di Chiara Lubich, da lei vissuta tra il 1985 e il 1987. Importante è l'incontro con le Missionarie dell'Immacolata "Padre Kolbe", in seguito al quale sviluppa l'idea di Maria come ideale e modello di donna. Parallelamente vive il dialogo con il Signore, che culmina nell'Eucaristia quotidiana.
Non manca l'attenzione al sociale, con la visita agli anziani dell'ospizio e l'aiuto concreto e costante a una famiglia in difficoltà, ma riesce ad amare anche i compagni di scuola che la prendono in giro per la sua religiosità.
Vive in seguito un conflitto vocazionale: inizialmente non esclude l'idea di formarsi una famiglia, poi si fa strada l'idea di diventare missionaria, scoprendo però il disappunto dei genitori, ma successivamente rimanda la decisione definitiva. All'università, dopo l'iniziale cammino nella facoltà di medicina, passa al corso di laurea in pedagogia, sempre coerente con l'idea di aiutare il prossimo. Per lei è però importante anzitutto "mettere il Signore al primo posto", seguendo la spiritualità di Chiara Lubich, che non obbliga a particolari condizionamenti esterni nel seguire l'ideale dell'Unità e dell'Amore. Il martirio di Santa, con le parole di perdono per l'assassino, rappresenta la sua più alta testimonianza a Dio Amore.

## L'eco mediatica
La vicenda di Santa Scorese ha avuto un'eco mediatica a livello nazionale e locale, anche molti anni dopo il delitto.
Il 22 febbraio 2017 la trasmissione di Rai 1 La vita in diretta ha trasmesso un'intervista a Rosa Maria, sorella della vittima. Il 26 novembre 2015 il Corriere del Mezzogiorno TV, appartenente al Corriere della Sera, ha trasmesso un video in cui parla la sorella di Santa, in occasione della Giornata internazionale per l'eliminazione della violenza contro le donne.
Numerose sono state le testimonianze a livello regionale e locale. Il Giornale di Puglia, per esempio, ha dedicato un articolo in occasione dell'intitolazione di una strada a Santa, il 30 aprile 2014. Il 14 agosto 2014 il Messaggero Italiano l'ha citata tra i personaggi illustri di Bari, pubblicando una biografia tratta da Wikipedia. Il 10 maggio 2017 Roma Today ha annunciato il lavoro teatrale Santa delle Perseguitate, al teatro Parioli della capitale. La stessa opera era stata rappresentata nel 2012 a Muro Lucano, città natale del padre di Santa.
Al di fuori dell'ambito mediatico, diverse sono state le pubbliche iniziative per ricordare Santa: nel 2012 le è stata dedicata una strada a Palese Macchie, dove era stata rappresentata in prima regionale l'opera teatrale già citata; il 28 novembre 2016 il rettore dell'Università di Bari, prof. Antonio Felice Uricchio, ha consegnato nelle mani della sorella, Rosa Maria Scorese, un attestato di benemerenza a Santa Scorese, che aveva visto interrotti tragicamente i suoi studi presso il corso di laurea in pedagogia della stessa università.
Dal 3 al 28 ottobre 2018 si è tenuta la XV assemblea generale ordinaria del Sinodo dei vescovi, dedicato al tema "I giovani, la fede e il discernimento vocazionale". Tra i giovani testimoni era inserita anche la Serva di Dio Santa Scorese. Inoltre l'Associazione "Don Giuseppe Zilli" e il Centro culturale San Paolo, con il Gruppo editoriale San Paolo, hanno creato una mostra dal titolo "Santi della porta accanto", i cui contenuti sono stati concordati con il Servizio Nazionale per la Pastorale giovanile della Conferenza Episcopale Italiana. Tra le 24 figure di giovani testimoni della fede è stata inserita anche Santa Scorese.

### Il film di Mimmo Spataro
Nel 2019 il regista Mimmo Spataro ha realizzato un mediometraggio dal titolo L'incredibile storia di Santa Scorese, vincendo numerosi premi internazionali.

### Il docufilm di Alessandro Piva
Nel 2019 il regista Alessandro Piva ha realizzato il film documentario Santa subito sulla storia di Santa che ha vinto il Premio del pubblico alla Festa del Cinema di Roma.

## Il processo di beatificazione
Al di là del fatto di cronaca nera, la vicenda di Santa racchiude una testimonianza di fede profonda, esemplificata dalla sua vita e documentata dal suo diario e dalle sue lettere.
Il vaticanista Luigi Accattoli, dopo aver letto i suoi scritti, l'ha definita "una figura affascinante" e l'ha inserita in un suo libro nel novero delle "martiri della dignità della donna", insieme a Maria Goretti, Antonia Mesina, Pierina Morosini e Teresa Bracco, cioè una santa e tre beate.
Domenica 5 aprile 1998, durante le celebrazioni della XIII Giornata mondiale della gioventù, padre Mariano Magrassi, arcivescovo di Bari-Bitonto, ha annunciato ufficialmente l'apertura dell'inchiesta diocesana per la causa di beatificazione e per martirio in odio della fede, nominando come postulatore don Vito Bitetto. Il polacco padre Zdzisław Józef Kijas, francescano conventuale, già vicepostulatore nel processo di beatificazione di papa Giovanni Paolo II, è il relatore presso la Congregazione per le Cause dei Santi.
La fase diocesana si è conclusa il 7 settembre 1999 e le sue risultanze sono state registrate a Roma il 18 ottobre 1999 dalla stessa congregazione. Attualmente la giovane è Serva di Dio, per l'eroicità dimostrata in una tragedia analoga a quelle di sante come Maria Goretti e Antonia Mesina. Nella preghiera per la sua beatificazione, approvata dalla Curia Arcivescovile di Bari, Santa è definita "vergine martire".